# Boz, Hunedoara
Boz este un sat în comuna Brănișca din județul Hunedoara, Transilvania, România.

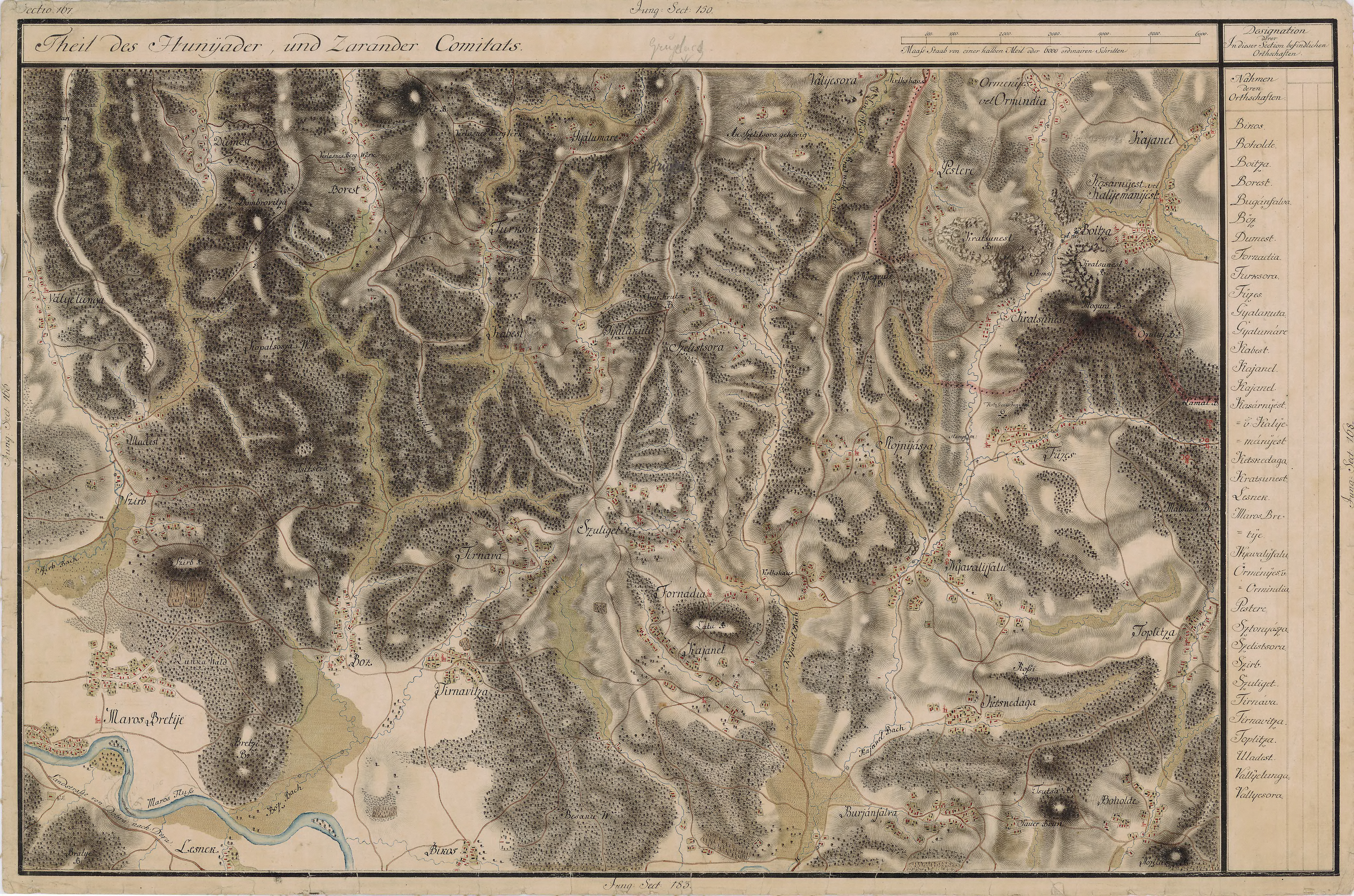
Boz pe Harta Iosefină a Transilvaniei, 1769-1773

## Monumente istorice
- Biserica de lemn „Sfântul Gheorghe”

## Imagini

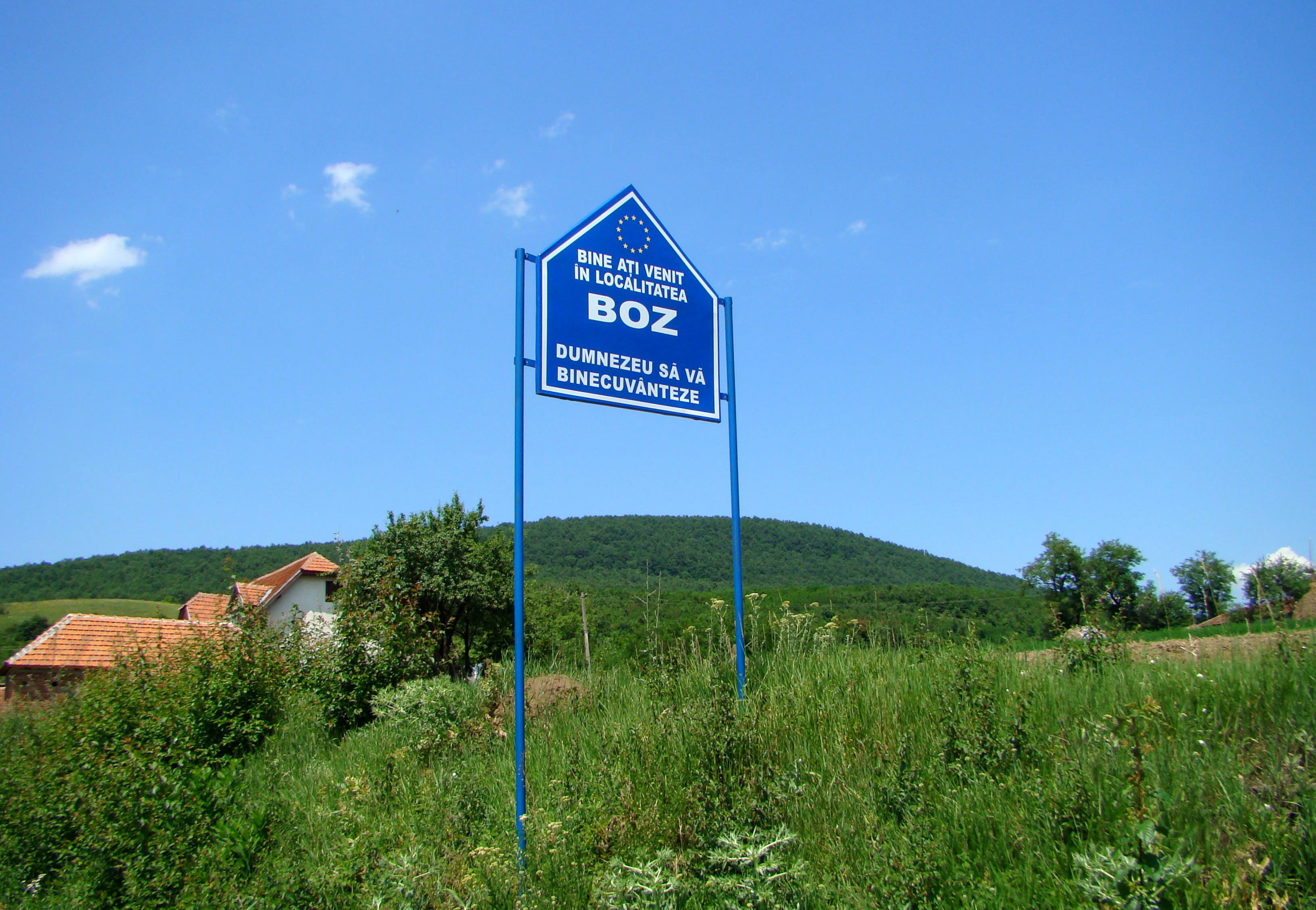
Intrarea în localitate
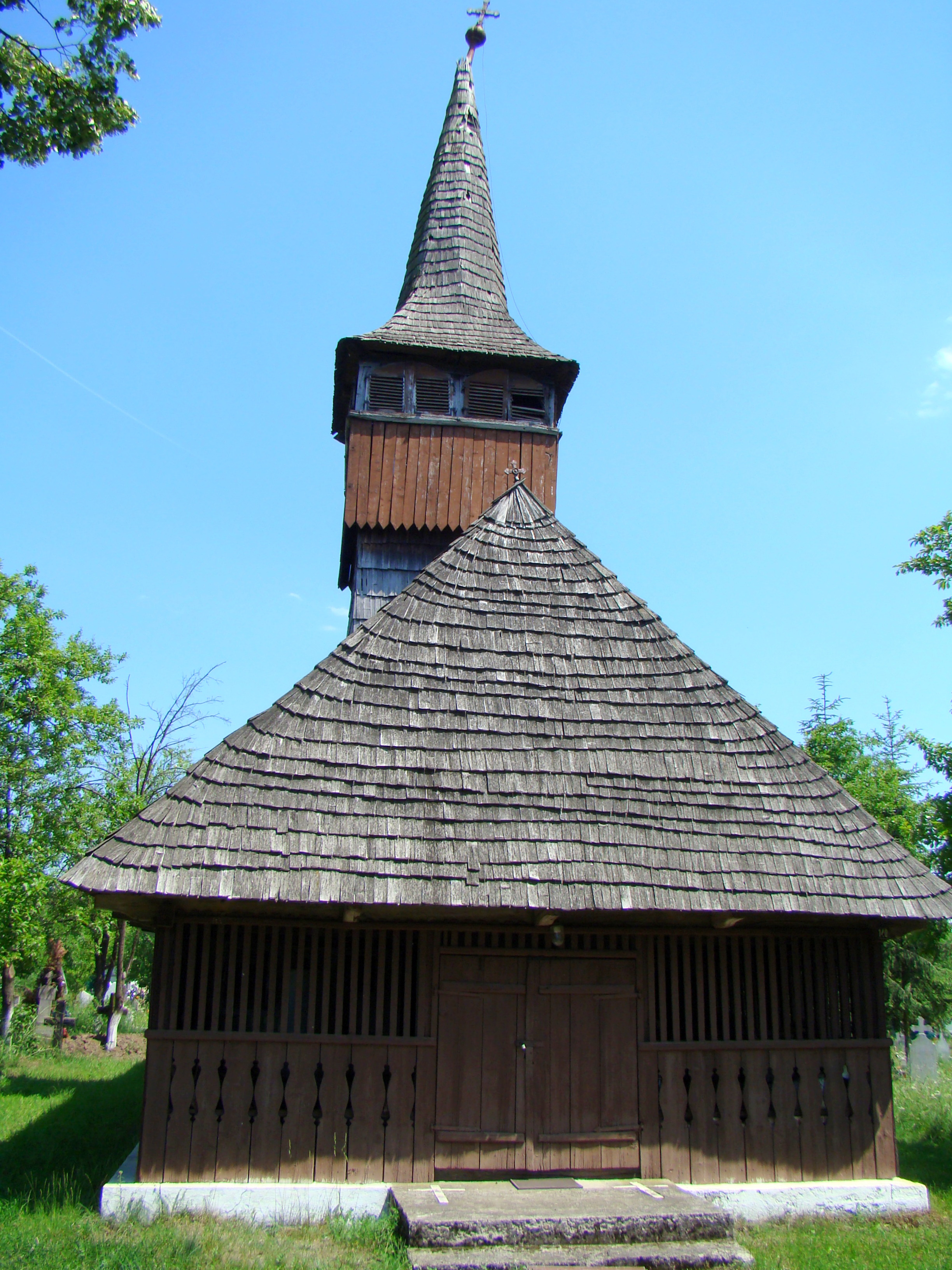
Biserica de lemn (monument istoric)
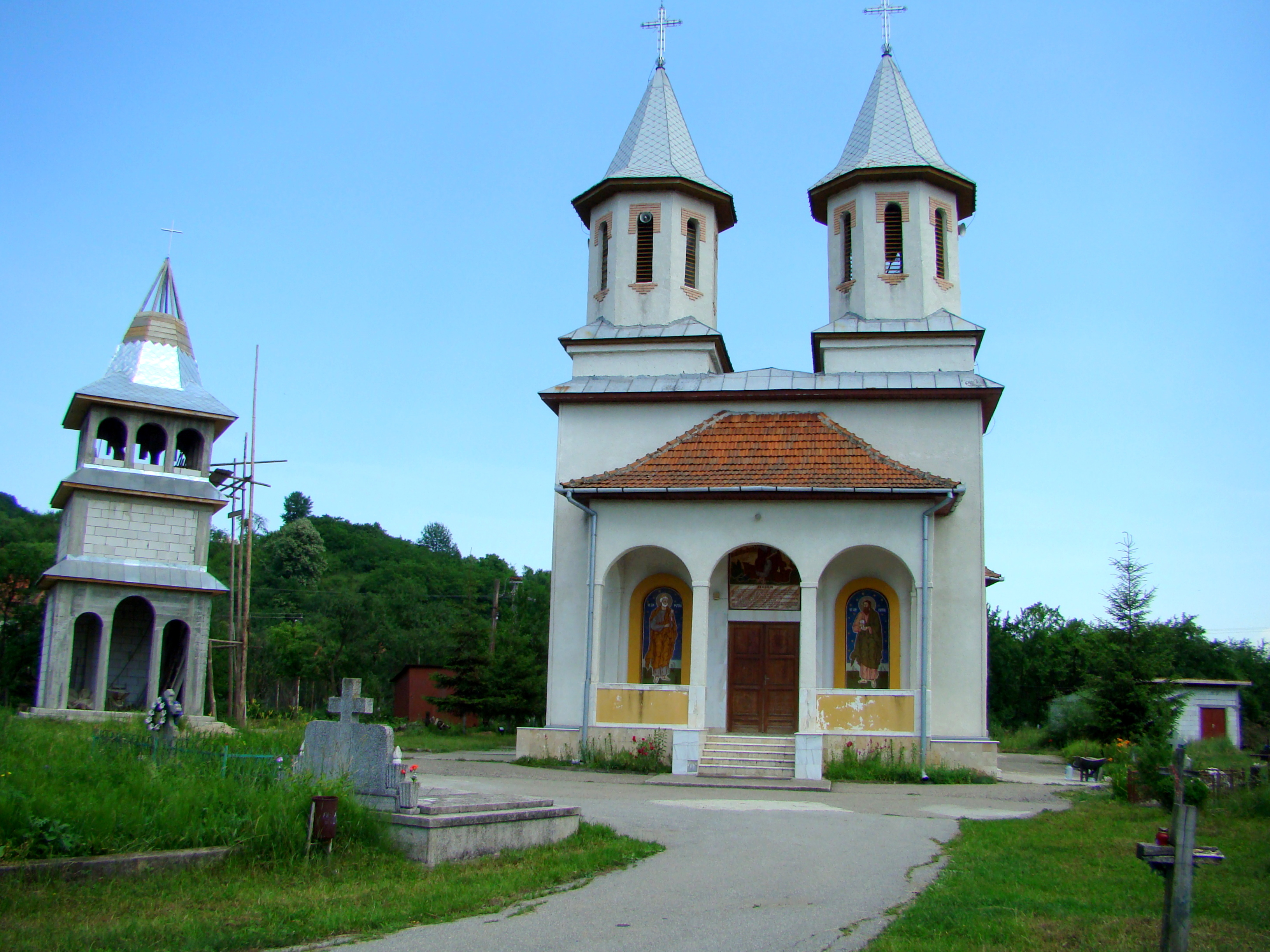
Biserica Sfântul Prooroc Ilie Tesviteanul (1991-1997)